# Jack Spicer
Jack Spicer, né le 30 janvier 1925 à Los Angeles et mort le 17 août 1965 à San Francisco, est un poète, nouvelliste, romancier américain. Il fut une figure centrale du mouvement de la Renaissance de San Francisco avec Kenneth Rexroth.

## Biographie
Jack Spicer, né John Lester Spicer, est issu d'une famille calviniste, ses parents Dorothy Clause et John Lovely Spicer, tenaient un hôtel à Hollywood. À l'âge de trois ans, alors que sa mère était enceinte, il fut envoyé chez sa grand mère dans le Minnesota. Il a vécu cet envoi comme un abandon qui le marque sa vie durant. Blessure familiale qu'il tint secrète au point que bien des personnes de son entourage pensaient qu'il était orphelin.
Après ses études secondaires à la Fairfax High School il entre à l'université de Redlands (1943-1944) puis à l'université de Californie à Berkeley (1944-50) où il obtient son Bachelor of Arts en 1947, puis son Master of Arts en 1950. Pendant ses études à l'université de Californie à Berkeley, il rencontre d'autres poètes qui deviennent ses amis : Robin Blaser et Robert Duncan. L'homosexualité est aussi ce qui les rassemble.
En 1949, il occupe différents postes, notamment celui d'animateur d'une station radio de San Francisco la KPFA, il rencontre l'archiviste Harry Smith et va l'aider pour établir une anthologie de la musique folk américaine. Il fréquente les milieux des jazzmen de la côte ouest et se fait accompagner par le quartet de Dave Brubeck pour des enregistrements de ses poèmes.
En 1950, alors que s'offrait à lui une carrière de linguiste, il perd son poste d’assistant à  l'université de Californie à Berkeley, lors de ses études doctorales, car refusant de prêter le serment de fidélité aux États-Unis conformément au Sloan-Levering Act.
De 1950 à 1952, il va aller de ville en ville : Minneapolis, Boston, New York, pour enfin s'installer à San Francisco en 1952 où il reprend ses études de doctorat à l'université de Californie à Berkeley après avoir signé un nouveau serment de fidélité modifié, une partie de sa thèse de doctorat (Ph.D) est publiée dans le Journal of the Linguistic Society of America vol. 28 no. 3, sous le titre de "Correlation Methods of Comparing Ideolects in a Transition Area". En 1953 il devient directeur du département de littérature à l'École des beaux arts de Californie,.
Le 7 octobre 1955, il ouvre la “6” Gallery" avec cinq amis peintres, Deborah Remington, John Ryan, Hayward King, David Simpson et Wally Hedrick, galerie qui deviendra un haut lieu de la Beat generation.
Influencé par la théosophie et le surréalisme, il commence ses ateliers de création poétique, où le poète clame ce qui lui passe par la tête sous une forme de quasi transe.
Jack Spicer se veut être un poète régional, il n'est publié que dans la seule Californie.
À partir de la fin des années 1950, son alcoolisme devient de plus en plus voyant avec des retentissements sur sa vie sociale, il se brouille avec tout le monde, même avec des proches comme Allen Ginsberg, Frank O'Hara, Jack Gilbert, James Broughton ou Robert Duncan. Ne pouvant plus tenir son poste à l’École des beaux arts de Californie, il survit comme assistant à l'université Stanford.
En 1965, l'université de Vancouver lui offre un poste de maître de conférences, mais il meurt miné par l'alcoolisme, il décède au San Francisco General Hospital le 17 août.
Ses manuscrits sont déposés à la bibliothèque Robert Woodruff de l'université Emory.

## Œuvres

### Recueils de poésie
- Hokku Notebook, éd. The North Beach Yacht Club, 2009
- My Vocabulary Did This to Me: The Collected Poetry, éd. Wesleyan University Press, 2008[15],
- The oaks Weep, éd. Poltroon Press, 1986,
- First catch the rabbit, éd. Arif Press, 1986,
- Collected Poems, 1945-1946, éd. White Rabbit Press, 1981,
- One Night Stand & Other Poems, éd. Grey Fox Press, 1980,
- The Collected Books, éd. Black Sparrow Press, 1975,
- After Lorca, éd. First Canadian Edition, 1974,
- An Ode and Arcadia, coécrit avec Robert Duncan, éd. Ark Press, 1974,
- The Red Wheelbarrow, éd. Arif Press, 1973,
- The Ballad of the Dead Woodcutter, éd. Arif Press, 1973,
- Postscript, éd. Billy Goat Press, 1973,
- A book of music, éd. White Rabbit Press, 1969,
- Book of Magazine Verse, éd. White Rabbit Press, 1966,
- Language, éd. White Rabbit Press, 1965,
- The Holy Grail, éd. White Rabbit Press, 1964,
- Lament for the Makers, éd. White Rabbit Press, 1962,
- The Heads of the Town up to the Aether, éd. Auerhahn Society, 1962.
- Billy the Kid, éd. Enkidu Surrogate, 1959.

### Nouvelles, romans et autres écrits
- Golem, éd. Granary Books, 1999,
- The House That Jack Built: The Collected Lectures, éd. Wesleyan University Press, 1998,
- Poet Be Like God, coécrit avec Kevin Killian et Lewis Ellingham, éd. Wesleyan University Press, 1998,
- The Tower of Babel, coécrit avec Kevin Killian et Lewis Ellingham, éd. Talisman House, 1994,
- The Train of Thought, éd. O-Blek Edition, 1994,
- Rabbits do not know what they are: Aphorism, éd. Granary Books, 1986,
- White Rabbit Symposium & Jack Spicer Conference,  éd. Pacific Center for the Book Arts, 1986,
- Berkeley in a Time of Plague, éd. Arif Press, 1974,
- Fifteen False Propositions About God, éd. ManRoot Books, 1974,
- Everything As Expected, éd. First edition, 1973,
- Writing 2, éd. Vancouver Free Press, 1970.

## Livres traduits en français
- Élégies imaginaires, trad. Eric Suchère, éd. Vies Parallèles, 2021,
- Papiers d'Olivier Charming, éd. Heros Limite, 2016,
- Trois Leçons de Poétique Données à Vancouver les 13, 15 et 17 juin 1965, éd. Th.Ty, 2013,
- C'est mon vocabulaire qui m'a fait ça, traduction de  Eric Suchère, éd. Le Bleu du ciel, 2006[16]
- Billy The Kid : Edition bilingue français-anglais, traduction de Joseph-Julien Guglielmi, éd. l'Odeur du Temps, 2005,
- Degré : De stabilité, traduction de  Jacques Roubaud, éd. Robert Lafont, 1976

## Prix et distinctions
- 2009 : lauréat de l'American Book Award de poésie, à titre posthume.
- 2009 : lauréat du Northern California Independent Booksellers Award de poésie à titre posthume[17].

### Essais
- Colin Thil, L'enseignement de San Francisco : Un manuel de la création selon Jack Spicer, Orly, 2016 (ISBN 979-10-96462-00-1, lire en ligne)
- The Poetry of Jack Spicer, par Daniel Katz, éd. Edinburgh University Press, 2013[18],
- After Language / Letters to Jack Spicer, par Stephen Vincent, éd. BlazeVOX, 2011,
- After Spicer: Critical Essays, par John Emil Vincent[19], éd. Wesleyan University Press, 2011,
- A-Reading Spicer & 18 Sonnets, par Beverly Dahlen[20], éd. Chax Press, 2004,
- Poet Be Like God: Jack Spicer and the San Francisco Renaissance, par Lewis Ellingham, éd. Wesleyan University Press, 1998,
- Homage to Jack Spicer, par Thomas Francis Parkinson[21], éd. Ark Press, 1970.